# Episodi di Doctor Who (serie televisiva 1963) (prima stagione)
La prima stagione della serie televisiva Doctor Who, composta da 42 episodi, è stata trasmessa nel Regno Unito  dal 23 novembre 1963 al 12 settembre 1964. In Italia nel 2007 alcuni episodi sono stati doppiati in italiano e usciti in due cofanetti DVD dal titolo Doctor Who - Gli inizi (1963-1966) e Doctor Who - I Dalek invadono la Terra.
Come per tutte le stagioni della serie classica, gli episodi vengono suddivisi in "macro-storie" (in inglese, serial) con una propria continuità narrativa e un proprio titolo, qui indicato nella colonna "Titolo serial" della tabella.
Alcuni episodi, contrassegnati da una "P", sono andati perduti. Per il serial di Marco Polo esistono però versioni di questi episodi, formati solo con un susseguirsi di stralci e frame recuperati dagli episodi originali. Alcuni di essi, contrassegnati da una "A", sono stati ricostruiti attraverso l'animazione.
La stagione ha come protagonista il Primo Dottore, interpretato da William Hartnell; i cui principali compagni di viaggio sono Susan Foreman, Ian Chesterton  e Barbara Wright, interpretati rispettivamente da Carole Ann Ford, William Russell e Jacqueline Hill.
| nº | Titolo originale               | Titolo italiano              | Prima TV UK       | Uscita in Italia | Titolo serial                                         |
| -- | ------------------------------ | ---------------------------- | ----------------- | ---------------- | ----------------------------------------------------- |
| 1  | An Unearthly Child             | La ragazza extraterrestre    | 23 novembre 1963  | 2007 (DVD)       | La ragazza extraterrestre (An Unearthly Child)        |
| 2  | The Cave of Skulls             | La caverna dei teschi        | 30 novembre 1963  | 2007 (DVD)       | La ragazza extraterrestre (An Unearthly Child)        |
| 3  | The Forest of Fear             | La foresta del terrore       | 7 dicembre 1963   | 2007 (DVD)       | La ragazza extraterrestre (An Unearthly Child)        |
| 4  | The Firemaker                  | Il creatore del fuoco        | 14 dicembre 1963  | 2007 (DVD)       | La ragazza extraterrestre (An Unearthly Child)        |
| 5  | The Dead Planet                | Il pianeta senza vita        | 21 dicembre 1963  | 2007 (DVD)       | I Dalek (The Daleks)                                  |
| 6  | The Survivors                  | Senza via di fuga            | 28 dicembre 1963  | 2007 (DVD)       | I Dalek (The Daleks)                                  |
| 7  | The Escape                     | La fuga                      | 4 gennaio 1964    | 2007 (DVD)       | I Dalek (The Daleks)                                  |
| 8  | The Ambush                     | Senza via d'uscita           | 11 gennaio 1964   | 2007 (DVD)       | I Dalek (The Daleks)                                  |
| 9  | The Expedition                 | La spedizione                | 18 gennaio 1964   | 2007 (DVD)       | I Dalek (The Daleks)                                  |
| 10 | The Ordeal                     | La prova                     | 25 gennaio 1964   | 2007 (DVD)       | I Dalek (The Daleks)                                  |
| 11 | The Rescue                     | La salvezza                  | 1º febbraio 1964  | 2007 (DVD)       | I Dalek (The Daleks)                                  |
| 12 | The Edge of Destruction        | A un passo dalla distruzione | 8 febbraio 1964   | 2007 (DVD)       | Sull'orlo della distruzione (The Edge of Destruction) |
| 13 | The Brink of Disaster          | Sull'orlo del disastro       | 15 febbraio 1964  | 2007 (DVD)       | Sull'orlo della distruzione (The Edge of Destruction) |
| 14 | The Roof of the World (P)      |                              | 22 febbraio 1964  | inedito          | Marco Polo                                            |
| 15 | The Singing Sands (P)          |                              | 29 febbraio 1964  | inedito          | Marco Polo                                            |
| 16 | Five Hundred Eyes (P)          |                              | 7 marzo 1964      | inedito          | Marco Polo                                            |
| 17 | The Wall of Lies (P)           |                              | 14 marzo 1964     | inedito          | Marco Polo                                            |
| 18 | Rider from Shang-tu (P)        |                              | 21 marzo 1964     | inedito          | Marco Polo                                            |
| 19 | Mighty Kublai Khan (P)         |                              | 28 marzo 1964     | inedito          | Marco Polo                                            |
| 20 | Assassin at Peking (P)         |                              | 4 aprile 1964     | inedito          | Marco Polo                                            |
| 21 | The Sea of Death               |                              | 11 aprile 1964    | inedito          | The Keys of Marinus                                   |
| 22 | The Velvet Web                 |                              | 18 aprile 1964    | inedito          | The Keys of Marinus                                   |
| 23 | The Screaming Jungle           |                              | 25 aprile 1964    | inedito          | The Keys of Marinus                                   |
| 24 | The Snows of Terror            |                              | 2 maggio 1964     | inedito          | The Keys of Marinus                                   |
| 25 | Sentence of Death              |                              | 9 maggio 1964     | inedito          | The Keys of Marinus                                   |
| 26 | The Keys of Marinus            |                              | 16 maggio 1964    | inedito          | The Keys of Marinus                                   |
| 27 | The Temple of Evil             | Il tempio del male           | 23 maggio 1964    | 2007 (DVD)       | Gli Aztechi (The Aztecs)                              |
| 28 | The Warriors of Death          | I guerrieri della morte      | 30 maggio 1964    | 2007 (DVD)       | Gli Aztechi (The Aztecs)                              |
| 29 | The Bride of Sacrifice         | La sposa del sacrificio      | 6 giugno 1964     | 2007 (DVD)       | Gli Aztechi (The Aztecs)                              |
| 30 | The Day of Darkness            | Il giorno delle tenebre      | 13 giugno 1964    | 2007 (DVD)       | Gli Aztechi (The Aztecs)                              |
| 31 | The Strangers in Space         |                              | 20 giugno 1964    | inedito          | The Sensorites                                        |
| 32 | The Unwilling Warriors         |                              | 27 giugno 1964    | inedito          | The Sensorites                                        |
| 33 | Hidden Danger                  |                              | 11 luglio 1964    | inedito          | The Sensorites                                        |
| 34 | A Race Against Death           |                              | 18 luglio 1964    | inedito          | The Sensorites                                        |
| 35 | Kidnap                         |                              | 25 luglio 1964    | inedito          | The Sensorites                                        |
| 36 | A Desperate Venture            |                              | 1º agosto 1964    | inedito          | The Sensorites                                        |
| 37 | A Land of Fear                 |                              | 8 agosto 1964     | inedito          | The Reign of Terror                                   |
| 38 | Guests of Madame Guillotine    |                              | 15 agosto 1964    | inedito          | The Reign of Terror                                   |
| 39 | A Change of Identity           |                              | 22 agosto 1964    | inedito          | The Reign of Terror                                   |
| 40 | The Tyrant of France (P) (A)   |                              | 29 agosto 1964    | inedito          | The Reign of Terror                                   |
| 41 | A Bargain of Necessity (P) (A) |                              | 5 settembre 1964  | inedito          | The Reign of Terror                                   |
| 42 | Prisoners of Conciergerie      |                              | 12 settembre 1964 | inedito          | The Reign of Terror                                   |

## La ragazza extraterrestre
- Titolo originale: An Unearthly Child
- Diretto da: Waris Hussein
- Scritto da: Anthony Coburn

### Trama
Ian e Barbara, insegnanti della giovane Susan, sono preoccupati dal comportamento della ragazza, che sembra avere conoscenze avanzate in molte materie, fra cui storia e chimica, mentre sembra ignorare fatti basilari dell'epoca in cui si trova. Decidono così di andare a parlare con il nonno della ragazza. L'uomo, che si presenta solo come il "Dottore", si rivela essere un alieno, che vive con la nipote in quella che sembra essere una cabina telefonica della polizia britannica, chiamata dalla nipote TARDIS, in realtà un'astronave molto più grande all'interno di quanto non appaia da fuori, in grado di viaggiare nello spazio e nel tempo. Temendo che i due possano rivelare il segreto suo e della nipote, rendendo così la loro vita a Londra impossibile, li porta con sé nell'età della pietra, in cui il gruppo si troverà coinvolto nelle lotte di potere di una tribù di cavernicoli.
Il capo infatti sarà colui che potrà guidare la tribù grazie al fuoco: i cavernicoli conoscono il fuoco ma non sanno riprodurlo.
Grazie al poter donare il fuoco e alla generosità di Susan, Ian e Barbara che curano il futuro capo della tribù dalle ferite inferte da un animale selvaggio, i quattro viaggiatori riescono ad aver salva la vita.
Imprigionati, con l'astuzia e sfruttuando la superstizione dei primitivi riusciranno a tornare al TARDIS.
Note
- Il Dottore, quando esce dal TARDIS una volta arrivato a destinazione sul pianeta primitivo, si gira, guarda la cabina e dice: «Non c'è stata conversione. Oh, cielo! Non è per niente bello!». Infatti il TARDIS dovrebbe mutare forma in base all'epoca e al pianeta che visita, in modo da camuffarsi con l'ambiente. Manterrà questa forma fino ai giorni nostri.
- All'inizio della seconda puntata del serial, il Dottore viene visto per la prima ed unica volta mentre fuma una sorta di pipa.

## I Dalek
- Titolo originale: The Daleks

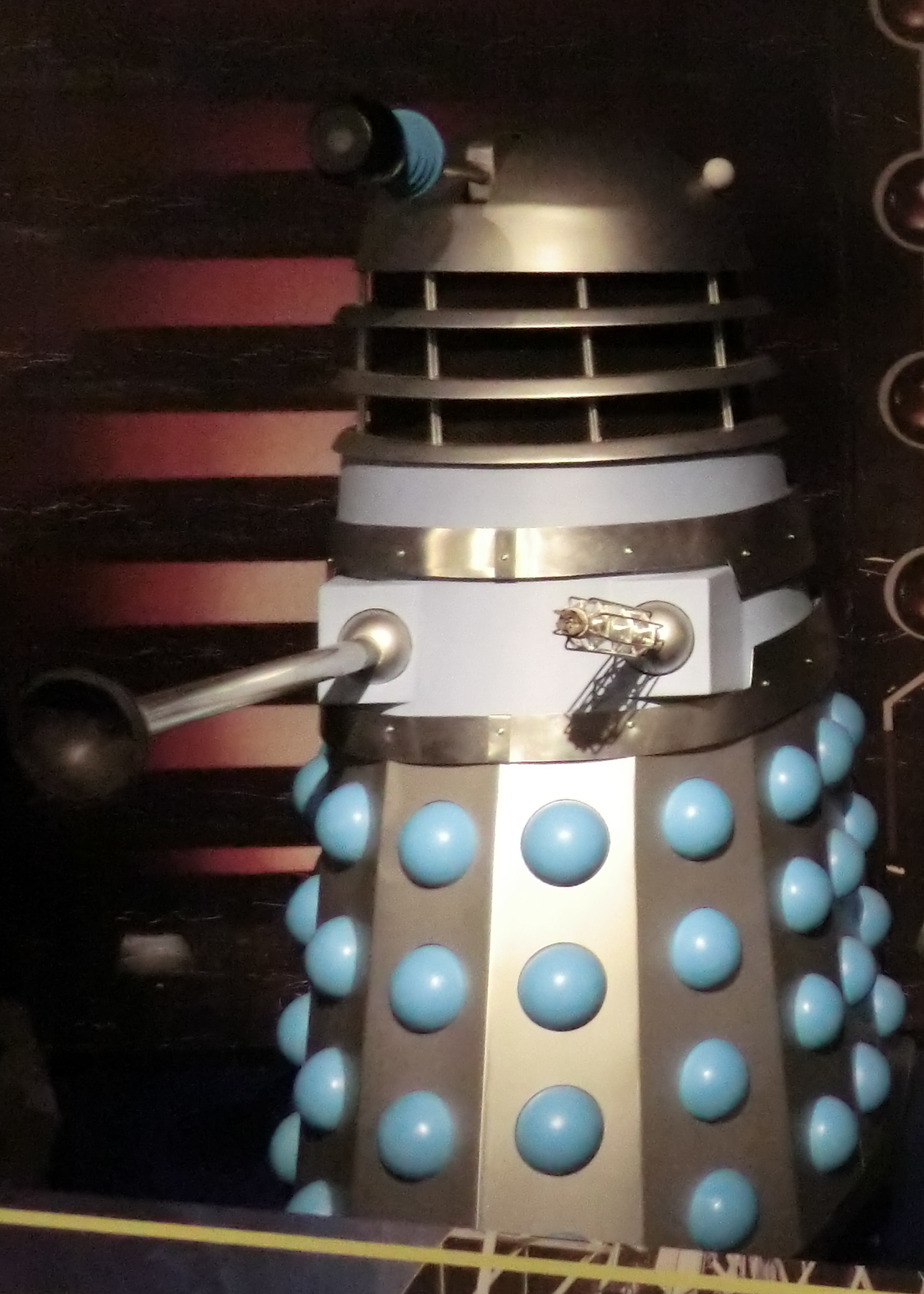
Questo serial è il primo ad introdurre i Dalek, i cattivi più celebri dello show, design ad opera di Raymond Cusick.

- Diretto da: Christopher Barry (parti 1, 2, 4 e 5) e Richard Martin (parti 3, 6 e 7)
- Scritto da: Terry Nation

### Trama
Il TARDIS atterra all'interno di una foresta pietrificata su un pianeta sconosciuto. Sembra tutto andare per il meglio, ma il Dottore non capisce dove siano, a causa della partenza improvvisa.
Meraviglia dei quattro è scoprire che poco lontano dalla foresta c'è una città. Il Dottore pretende di visitarla ma, in un primo tempo, viene convinto a ripartire dai compagni di viaggio.
Solo dietro un bieco imbroglio il Dottore riesce a visitare la città, dopo aver messo fuori uso il TARDIS volontariamente.
In città il gruppo viene catturato dalla feroce razza dei Dalek, e tutti e quattro iniziano a subire le conseguenze dell'esposizione all'alta radioattività del pianeta.
Susan viene incaricata di recuperare dei medicinali anti radiazioni all'interno del TARDIS e viene così in contatto con i Thal, nemici giurati dei Dalek.
Questi inizialmente tentano di rappacificarsi con i Dalek, ma successivamente si convinceranno a dichiarare loro guerra e libereranno i protagonisti dalla prigionia.
- Nota: qui vediamo per la prima volta i Dalek, nemici giurati del Dottore. Il pianeta visitato è Skaro, appunto la patria dei Dalek. Il primo essere alieno che appare nella serie però non sono né i Dalek né i Thal, ma un Magnidon, una specie di sauro metallico morto nella foresta pietrificata.

## Sull'orlo della distruzione
- Titolo originale: The Edge of Destruction
- Diretto da: Richard Martin (parte 1), Frank Cox (parte 2)
- Scritto da: David Whitaker

### Trama
Nel tentativo di riparare i circuiti mal funzionanti del TARDIS, il Dottore provoca una piccola esplosione, che fa svenire tutti i membri dell'equipaggio. Al loro risveglio, Ian e Susan sembrano soffrire di amnesia e si comportano in modo molto strano. La causa di tutto ciò sembra essere nel TARDIS stesso. Siamo arrivati all'inizio del tempo e il TARDIS, per non cessare di esistere, tenta di mettere in guardia il Dottore e compagni.
Note
- Qui il dottore sembra trattare con superficialità estrema il TARDIS, nonostante lo elogi dicendo che è una macchina eccezionale. Infatti riconosce nel TARDIS non una "capacità di pensare come un umano ma magari di ragionare come una macchina".
- Curiosa l'assonanza con il romanzo Andromeda di Michael Crichton: sia in Andromeda che in questo episodio è un problema "meccanico" che è alla base del serio pericolo: un foglietto di carta finito per errore in un meccanismo di allarme che ostacola un contatto nel libro di Crichton, una molla incastrata nell'episodio del Dottore.

## Marco Polo
- Diretto da: Waris Hussein (parti 1, 2, 3, 5, 6 e 7) e John Crockett (parte 4)
- Scritto da: John Lucarotti

### Trama
Gli episodi esistono solamente in forma di fotogrammi accompagnati da colonna sonora, montati e recuperati in occasione del 40º anniversario.
1. The Roof of the World - 22 febbraio 1964, durata 24:12

Il TARDIS atterra sull'Himalaya del 1289 e il Dottore, Barbara, Ian e Susan incontrano Marco Polo e si uniscono a lui nel suo viaggio verso la corte di Kublai Khan a Pechino. Il dottore e i suoi compagni dovranno sventare le macchinazioni del signore della guerra Tegana e riconquistare il TARDIS, preso da Marco Polo per farne dono all’imperatore in cambio del proprio ritorno a Venezia.
2. The Singing Sands - 29 febbraio 1964, durata 26:34
La carovana attraversa l'arido deserto del Gobi. Il signore della guerra Tegana taglia segretamente le zucche dell'acqua, perdendo quasi tutta la preziosa acqua.
3. Five Hundred Eyes -     7 marzo 1964, durata 22:20
Nella Grotta dei Cinquecento Occhi, Tegana ha un incontro segreto con un bandito a cui ordina di uccidere Marco Polo. Barbara ascolta i piani ma viene catturata e imprigionata.
4. The Wall of Lies -     14 marzo 1964, durata 24:48
Nel tentativo di distogliere l'attenzione da se stesso, Tegana incoraggia Marco a sospettare del Dottore. Mentre la carovana attraversa la foresta di bambù, gli alleati di Tegana attaccano.
5. Rider From Shang-Tu -     21 marzo 1964, durata 23:26
Marco Polo non accetterà che Tegana complotti contro di lui. Ping Cho restituisce la chiave del TARDIS a Susan in modo che i viaggiatori possano scappare. Ma Tegana ha altri progetti.
6. Mighty Kublai Khan
Quando Marco Polo scopre il tradimento di Ping Cho, la ragazza fugge. Ian la segue a Cheng-Ting e lì scopre che il TARDIS è stato rubato dagli alleati di Tegana.
7. Assassin at Peking
Arrivando al palazzo di Kublai Khan a Pechino, il Dottore perde la chiave del TARDIS a favore del Khan in una partita a backgammon. Marco è ormai convinto del tradimento di Tegana.

## The Keys of Marinus
- Diretto da: John Gorrie
- Scritto da: Terry Nation

### Trama
Il TARDIS si materializza su una spiaggetta completamente circondata da un mare d’acido, sulla quale si erge una torre, al cui interno troviamo Arbitan, il Custode della Coscienza di Marinus. Egli racconta al Dottore e ai suoi compagni la sua storia. La Coscienza di Marinus è un supercomputer che controlla la giustizia sul pianeta, eliminando alla radice ogni male. Yartek, il leader dei Voord, alieni umanoidi in grado di viaggiare in piccoli sottomarini nel mare acido di Marinus grazie a delle speciali tute, ha però trovato il modo di resistere al potere del macchinario. I Voord cercano di irrompere nella torre per prendere il controllo della Coscienza. Nel frattempo Arbitan ha provveduto a perfezionare il computer in modo da controllare anche i Voord, ma per funzionare è necessaria una speciale attivazione grazie a cinque chiavi. Una è in possesso di Arbitan, le altre sono state nascoste in altre parti del pianeta. Molti sono partiti in cerca delle altre quattro chiavi, anche la stessa figlia di Arbitan, ma nessuno è mai tornato. Il Dottore, non volendo immischiarsi in faccende che non lo riguardano, rifiuta di aiutarlo, ma Arbitan lo ricatta: ha infatti costruito un campo di forza intorno al TARDIS, rendendolo inavvicinabile. Quindi il Dottore, Susan, Ian e Barbara, indossano dei congegni per il teletrasporto e partono alla ricerca delle chiavi. Subito dopo la partenza però, Arbitan muore, ucciso da un Voord che era riuscito a entrare nella torre.
Cominciano quindi le ministorie, ciascuna in ogni parte del pianeta, alla ricerca delle chiavi. Alla missione si uniscono anche Sabetha, la figlia perduta di Arbitan, e Altos, un altro ragazzo mandato dal Custode alla ricerca delle chiavi. Quando vengono tutte recuperate, il gruppo fa ritorno alla torre, dove scoprono che Yartek ha preso il comando e intima loro di consegnargli le chiavi. L’ordine viene eseguito, ma al posto di una chiave, Yartek riceve una finta chiave che Ian aveva trovato durante la missione, causando l’esplosione del macchinario e la morte di Yartek. Il Dottore e gli altri sono in grado di ripartire, lasciando sull’isola Sabetha e Altos, ormai perdutamente innamorati l’uno dell’altra.
1      "The Sea of Death"
Il TARDIS atterra su un'isola remota, circondata da un mare di acido. Incontrano Arbitan, custode della Coscienza di Marinus che costringe i viaggiatori ad andare alla ricerca di cinque chiavi.
2      "The Velvet Web"
Nella città di Morphoton, il Dottore, Barbara, Ian e Susan vengono accolti come ospiti d'onore e ricevono tutto ciò che desiderano. Ma Barbara scopre presto che il paradiso è un'illusione.
3      "The Screaming Jungle"
Ian e Barbara trovano un tempio nel mezzo di una giungla ostile. All'interno c'è il malato Darrius, custode di una delle chiavi. Mentre Darrius muore, dà a Ian un indizio per trovare la chiave.
4      "The Snows of Terror"
In una landa desolata innevata, Vasor, un cacciatore di pellicce senza scrupoli, imprigiona i viaggiatori in una caverna ghiacciata all'interno di una montagna. Lì trovano una delle chiavi congelata in un blocco di ghiaccio.
5      "Sentence of Death"
Arrivato nella città di Millennius, Ian viene processato per omicidio. Il Dottore assume il ruolo di avvocato difensore e deve dimostrare l'innocenza di Ian altrimenti verrà giustiziato.
6      "The Keys of Marinus"
Il Dottore risolve il mistero dell'omicidio e trova l'ultima chiave mancante. Con Ian ora libero, i viaggiatori tornano sull'isola solo per scoprire che Arbitan è stato assassinato.

## Gli Aztechi
- Titolo originale: The Aztecs
- Diretto da: John Crockett
- Scritto da: John Lucarotti

### Trama
Il TARDIS si materializza nell'America precolombiana, all'interno di un tempio azteco. Purtroppo il TARDIS rimane chiuso in una cripta, senza che l'equipaggio possa recuperarlo. Barbara viene scambiata dagli indigeni per la reincarnazione della sacerdotessa Yetaxa, e la donna cerca di approfittare di ciò per porre fine ai sacrifici umani tanto ricorrenti nella società azteca. Il suo comportamento insospettisce però il sacerdote Tloxotl, che cercherà in tutti i modi di smascherarla.
Ian verrà incastrato dovendo sfidare a duello Ixta, il pretendente al comando militare della città, Susan verrà destinata in sposa alla Vittima Perfetta ma, ribellandosi, verrà condannata a morte.
Il Dottore intanto investiga su come raggiungere la cripta, stringendo una profonda amicizia con Cameca che aiuterà i quattro a fuggire.
- Nota: Barbara riesce a cavarsela quale incarnazione della dea in quanto la sua tesi di laurea aveva come oggetto proprio la civiltà azteca. L'epoca precisa in cui è ambientato l'episodio dovrebbe essere di qualche anno dopo il 1400, dato che la mummia ospite della cripta risale al 1403, come testimoniato dalla stessa Barbara mentre esamina i gioielli della tomba assieme a Susan.

## The Sensorites
- Diretto da: Mervyn Pinfield (parti 1-4) e Frank Cox (parti 5 e 6)
- Scritto da: Peter R. Newman

### Trama
L'equipaggio del TARDIS atterra su un'astronave, dove incontra i membri dell'equipaggio, il Capitano Maitland (Lorne Cossette) e Carol Richmond (Ilona Rodgers), che sono in missione di esplorazione dalla Terra e stanno orbitando attorno alla Sfera dei Sensi. Tuttavia, i suoi abitanti, i Sensoriti, rifiutano di lasciarli lasciare l'orbita. I Sensoriti visitano e impediscono ai viaggiatori di partire mandandoli in rotta di collisione, che il Primo Dottore (William Hartnell) devia. I viaggiatori poi incontrano il fidanzato di Carol, John, la cui mente è stata distrutta dai Sensoriti. La mente telepatica di Susan Foreman (Carole Ann Ford) è inondata dalle molte voci dei Sensoriti che rimangono spaventati dagli umani e stanno cercando di comunicare con lei.
Nel frattempo, il Dottore calcola che i Sensoriti abbiano attaccato la nave umana perché John (Stephen Dartnell), un mineralogista, aveva scoperto una vasta scorta di molibdeno su Sense-Sphere. Susan riferisce che i Sensoriti desiderano entrare in contatto con i viaggiatori, chiedendo all'equipaggio di salire a bordo della Sense-Sphere e rivelare che una precedente spedizione sulla Terra ha causato loro grande miseria. Il Dottore chiede ai Sensoriti di restituire la serratura del TARDIS in cambio della visita alla Sfera dei Sensi per parlare con il leader; Ian Chesterton (William Russell), Susan, Carol e John si uniscono a lui.
Durante il loro viaggio verso la Sfera dei Sensi, il gruppo apprende che i precedenti visitatori dalla Terra hanno sfruttato la Sfera dei Sensi per la sua ricchezza; la metà di loro ha rubato la navicella spaziale, che è esplosa al decollo. Il Consiglio dei Sensoriti è diviso sulla questione di invitare il gruppo a Sense-Sphere: alcuni membri complottano per ucciderli all'arrivo, ma altri credono che gli umani possano aiutare con la malattia che attualmente sta uccidendo molti Sensoriti. Quando il loro primo complotto viene sventato da altri Sensoriti, continuano a complottare in segreto. La mente di John alla fine viene sbloccata. Ian contrae la malattia che ha rovinato i Sensoriti e ha detto che presto morirà; si scopre che in realtà è stato avvelenato bevendo l'acqua dell'acquedotto. Il Dottore trova l'acquedotto e crea una cura per Ian. I Sensoriti cospiratori catturano e poi impersonano un leader Sensorita, il Secondo Anziano (Bartlett Mullins).
Intanto, indagando sull'acquedotto, il Dottore trova strani rumori e oscurità. Vede e rimuove la mortale belladonna, causa dell'avvelenamento, ma mentre torna incontra un mostro invisibile. Susan e Ian lo trovano privo di sensi ma illeso. Dopo essersi ripreso, racconta del suo sospetto che alcuni Sensoriti stiano complottando per ucciderli. I Sensoriti complottano uccidono il Secondo Anziano e uno di loro lo sostituisce nella sua posizione. John dice agli altri che conosce il principale cospiratore, ma ora è troppo potente, quindi il Dottore e Ian scendono all'acquedotto per trovare gli avvelenatori. Altrove, un misterioso aggressore rapisce Carol; Susan, John e Barbara Wright (Jacqueline Hill) alla fine la trovano e la rilasciano. Scoperti gli strumenti manomessi, entrano nell'acquedotto per salvare il Dottore e Ian. Il leader scopre i cospiratori poco dopo. Ian e il Dottore scoprono che i mostri erano in realtà i sopravvissuti della precedente missione sulla Terra e avevano avvelenato i Sensoriti. Il loro squilibrato comandante (John Bailey) li conduce in superficie, dove vengono arrestati dai Sensoriti. Il Dottore e il suo gruppo tornano in città, implorando clemenza per gli avvelenatori. Il leader dei Sensoriti è d'accordo e li rimanda con Maitland, John e Carol sulla Terra per le cure.

## The Reign of Terror
- Diretto da: Henric Hirsch, John Gorrie (non accreditato - parte 3)
- Scritto da: Dennis Spooner

### Trama
Il Primo Dottore (William Hartnell), sua nipote Susan Foreman (Carole Ann Ford) e i suoi insegnanti Ian Chesterton (William Russell) e Barbara Wright (Jacqueline Hill) arrivano fuori Parigi nella Francia del XVIII secolo, durante il regime del Terrore e si avventurano in una fattoria vicina. Scoprono che viene utilizzato come punto di sosta in una catena di fuga per i controrivoluzionari durante il Regno del Terrore. Vengono scoperti da due controrivoluzionari, D'Argenson (Neville Smith) e Rouvray (Laidlaw Dalling), che fanno perdere i sensi al Dottore e tengono gli altri sotto tiro. Una banda di soldati rivoluzionari circonda la casa e sia D'Argenson che Rouvray vengono uccisi durante l'assedio. I soldati catturano Ian, Barbara e Susan e li marciano a Parigi per essere ghigliottinati. I soldati danno fuoco alla fattoria e il Dottore viene salvato da un ragazzino (Peter Walker), che gli racconta che i suoi amici sono stati portati alla prigione della Conciergerie a Parigi. Li insegue.
Ian, Barbara e Susan vengono tutti condannati a morte come traditori. Ian viene confinato in una cella, mentre le donne vengono portate in un'altra. Il compagno di cella di Ian è un inglese di nome Webster (Jeffry Wickham), che gli dice che c'è una spia inglese, James Stirling, di alto rango nel governo francese, che ora viene richiamata in Inghilterra. Webster muore e un funzionario governativo di nome Lemaitre (James Cairncross) arriva e indaga su qualsiasi conversazione tra Ian e il morto. Lemaitre cancella il nome di Ian dalla lista delle esecuzioni. In viaggio verso la ghigliottina, il trasporto di Barbara e Susan viene dirottato da due uomini, Jules (Donald Morley) e Jean (Roy Herrick), che li portano in un rifugio. Viene detto loro che verranno portati fuori dalla Francia attraverso la catena di fuga. Jules e Jean rassicurano Barbara che cercheranno di riunirli con Ian e il Dottore. A loro si unisce poi un altro controrivoluzionario, di nome Léon Colbert (Edward Brayshaw).
Il Dottore raggiunge Parigi e scambia i suoi abiti con quelli di un Ufficiale Regionale delle Province. Si dirige alla Conciergerie, ma scopre che i suoi compagni se ne sono andati; Ian è riuscito a rubare la chiave del suo cellulare ed è scappato. Lemaitre arriva e porta il Dottore a visitare Maximilien Robespierre (Keith Anderson) per riferire sulla sua provincia. Ian segue le parole di Webster e trova Jules Renan, che si scopre essere l'uomo che dà rifugio a Barbara e Susan; quest'ultimo è malato a letto. Quando Barbara porta Susan da un medico (Ronald Pickup), vengono ripresi dalla polizia rivoluzionaria. Ian incontra Colbert solo per scoprire che lui è la talpa nella catena di fuga e che ci sono truppe armate che lo aspettano. Jules salva Ian, uccidendo Colbert nel processo. Il Dottore è tornato alla Conciergerie, dove Lemaitre riferisce che Robespierre desidera rivederlo il giorno successivo. Lemaitre fa sì che il Dottore passi la notte alla Conciergerie affinché rimanga a Parigi per la sua seconda udienza con Robespierre. È ancora lì quando Barbara e Susan vengono portate prigioniere. Con Susan troppo debole per essere spostata, organizza il rilascio di Barbara con il pretesto che può essere seguita per condurre le forze di sicurezza al centro della catena di fuga. Jules e Ian tornano a casa di Jules e rimangono sbalorditi nell'incontrare Barbara.
Maximilien de Robespierre sospetta che il suo vice, Paul Barras (John Law), stia cospirando contro di lui e chiede a Lemaitre di rintracciare Barras fino a un appuntamento segreto in una locanda fuori città. Quando Lemaitre torna alla Conciergerie, smaschera in privato il Dottore come un impostore. Lemaitre insiste affinché il Dottore lo aiuti a trovare la casa di Jules. Con Susan tenuta in prigione come ostaggio, il Dottore lo porta da Jules. Una volta lì, Lemaitre rivela di essere in realtà la spia inglese James Stirling. In risposta, Ian trasmette il messaggio di Webster e Stirling si rende conto che l'incarico segreto in una locanda sulla Calais Road è il luogo in cui avrà luogo la cospirazione. Jules, Ian e Barbara si dirigono alla locanda e sentono Barras cospirare con un giovane generale, Napoleone Bonaparte (Tony Wall), per accusare e rovesciare Robespierre. Il giorno successivo, Stirling organizza il rilascio di Susan dalla prigione. Il colpo di stato contro Robespierre è iniziato. Stirling si dirige a Calais e in Inghilterra, mentre Jules e Jean restano nascosti mentre misurano il futuro. Nel frattempo, il Dottore e i suoi compagni tornano al TARDIS.
1      "A Land of Fear"
Quando il Dottore tenta di riportare Ian e Barbara ai loro tempi, il TARDIS atterra effettivamente nella Francia del XVIII secolo durante la Rivoluzione francese. Questo episodio manca dagli archivi.
2      "Guests of Madame Guillotine"
A Parigi, Ian, Barbara e Susan vengono condannati a morte sotto la lama della ghigliottina. Fuggito dalla fattoria in fiamme, il Dottore è in viaggio per salvare i suoi amici.
3      "A Change of Identity"
Barbara e Susan vengono salvate dalla ghigliottina da due realisti, Jules e Jean, ma Susan si è ammalata. In prigione, un colpo di fortuna offre a Ian la possibilità di scappare.
4      "The Tyrant of France"
Susan ora è molto malata e ha un disperato bisogno di aiuto medico. Il realista Leon fa in modo che Barbara porti Susan da un medico, ma il medico li tradisce.
5      "A Bargain of Necessity"
Il Dottore si riunisce con Barbara in prigione e fa in modo che lei scappi, ma Susan rimane dietro le sbarre. Jules salva Ian, uccidendo Leon nel processo.
6      "Prisoners of Conciergerie"
Il Dottore conduce Lemaitre alla casa monarchica dove Lemaitre rivela di essere in realtà la spia inglese, James Sterling